# Egretta picata
Egretta picata là một loài chim trong họ Diệc.
Loài này được tìm thấy ở các khu vực ven biển và cận nhiệt đới của miền bắc gió mùa Úc cũng như một số khu vực của Wallacea và New Guinea.
Loài này ban đầu được mô tả bởi nhà điểu học John Gould vào năm 1845. Các nhà phân loại học gần đây đã đưa loài này vào chi Egretta. Không có phân loài được công nhận. 
Đó là một con diệc nhỏ, dài 43–55 cm, với đôi cánh sẫm màu, thân và đầu mào, có cổ và cổ trắng. Ngoại hình giống với loài diệc cổ trắng. Chim trống cân nặng từ 247-280 g nặng hơn chim mái 225-242 g, nhưng chim trống và chim mái có ngoại hình tương tự nhau.

## Hình ảnh

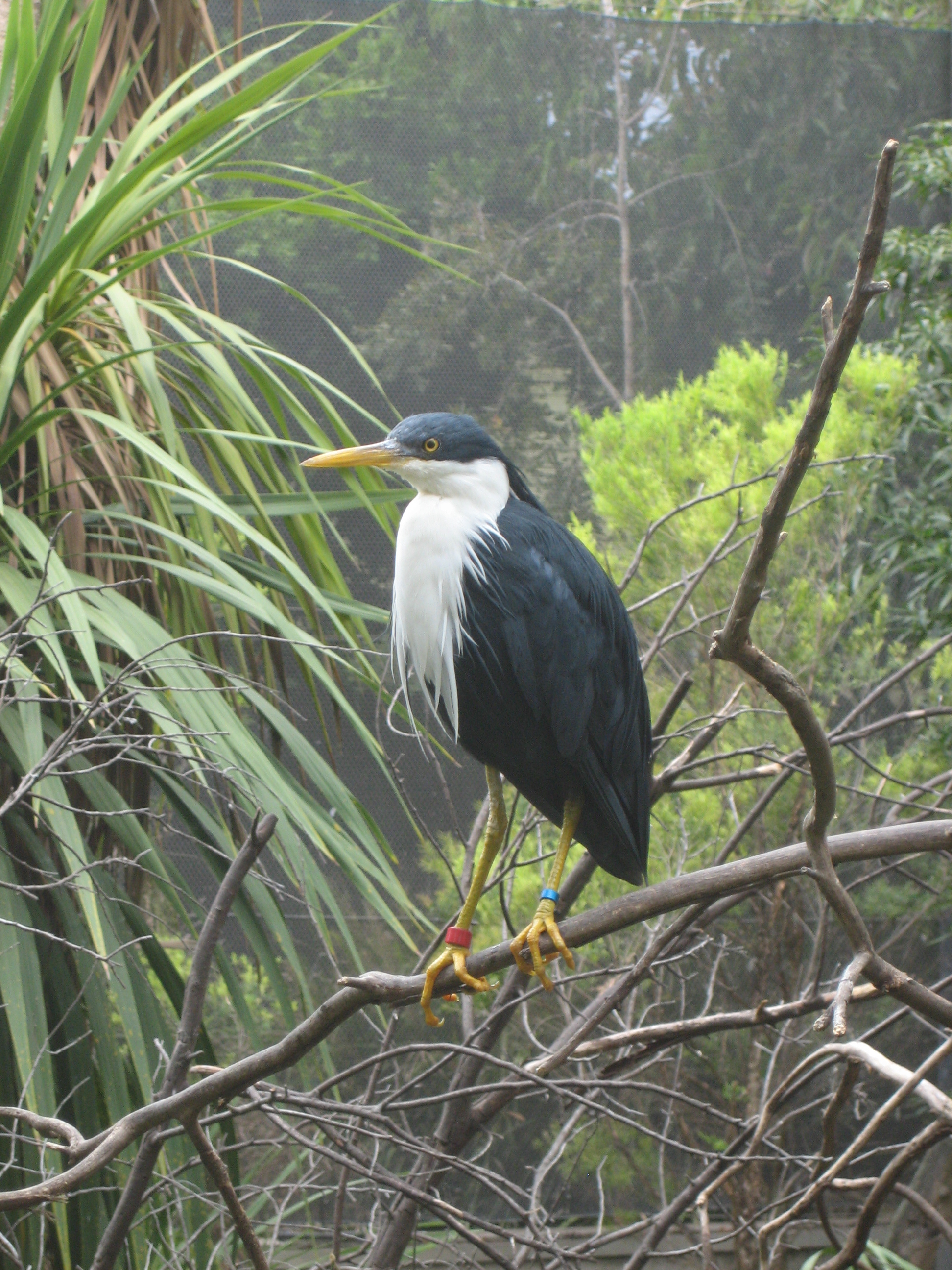
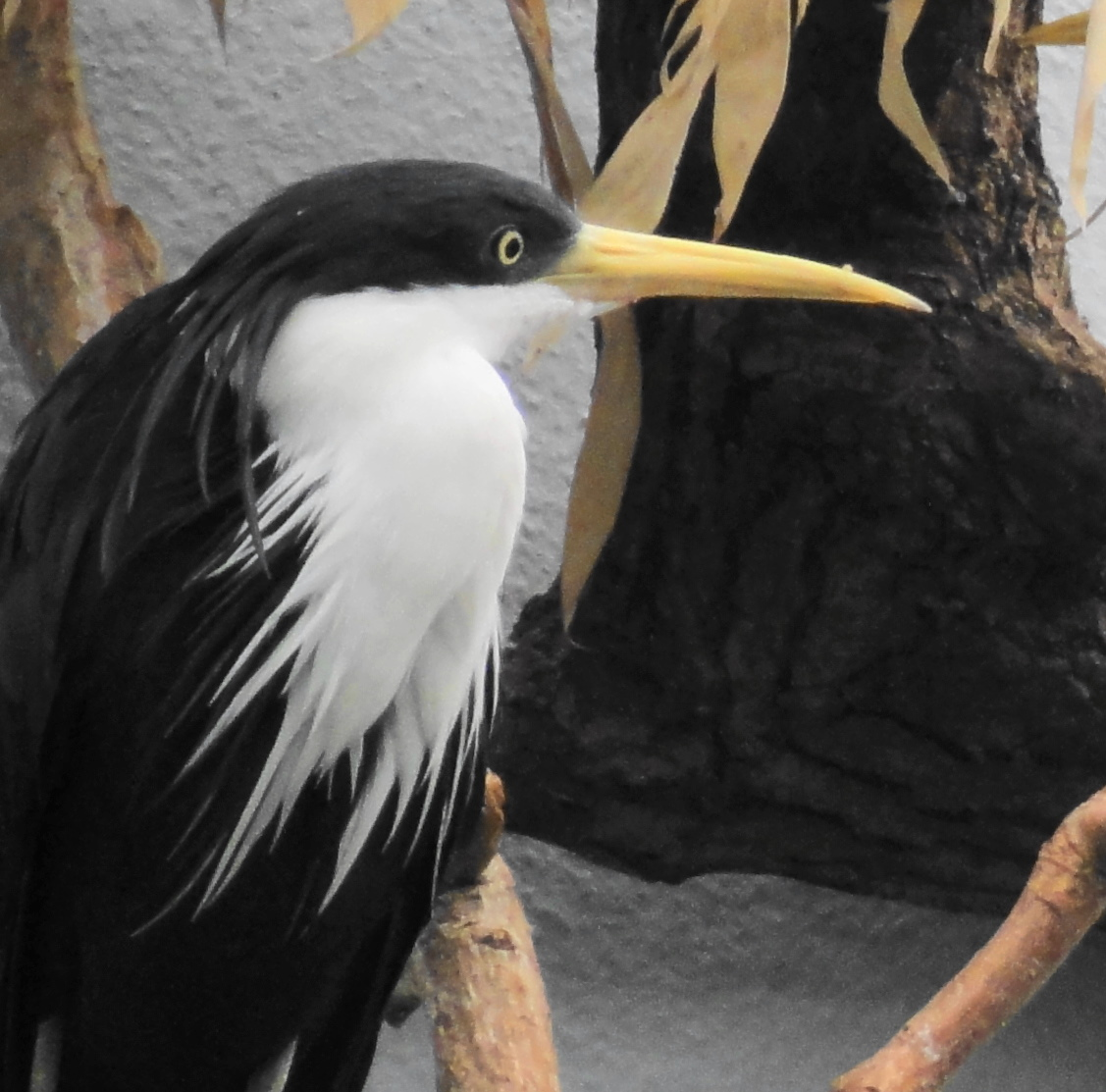
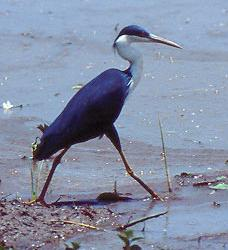